# 斯氏龟绵鳚
斯氏龟绵鳚，為輻鰭魚綱鱸形目绵鳚亞目绵鳚科的其中一種，分布於西南大西洋的福克蘭群島海域，屬底棲性魚類，棲息深度340-975公尺，體長可達20.2公分。